# دانیل برنت
دانیل برنت (انگلیسی: Daniel Brent؛ ۱۷۷۰ – ۳۱ ژانویه ۱۸۴۱ (aged 70-71)) سیاست‌مدار اهل ایالات متحده آمریکا بود.